# 프린세스타운 지역

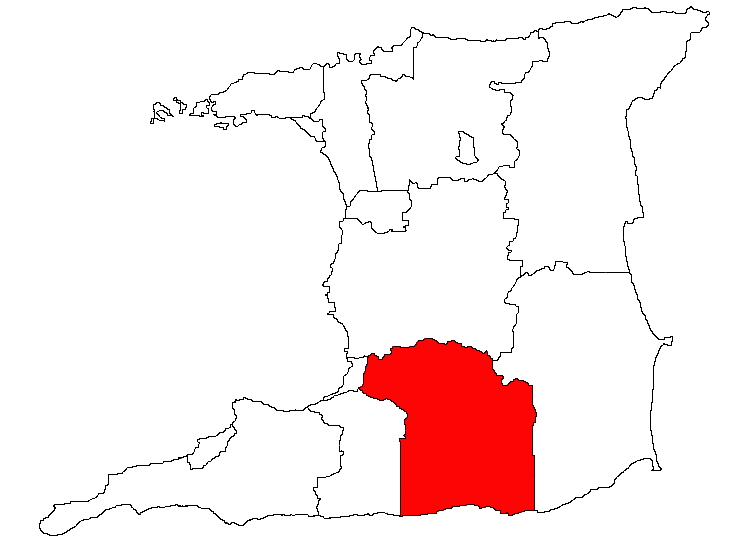
프린세스타운 지역의 위치

프린세스타운 지역(영어: Princes Town)은 트리니다드 토바고의 지역으로 중심 도시는 프린세스타운(Princes Town)이며 면적은 621.35km2, 인구는 102,375명(2011년 기준), 인구 밀도는 160명/km2이다.